# Féra
Die Féra (Coregonus fera) ist eine ausgestorbene Fischart aus der Gattung Coregonus, die im Genfersee endemisch war.

## Merkmale
Die Féra erreichte eine Standardlänge von 550 mm. Der Rücken war etwas gebogen. Das dorsale Profil des Kopfes und des Mauls war gerade. Es gab 21 bis 28 Kiemenreusen. Der Rücken war braungrau mit einem gelblichen Schimmer. Die Flanken waren grünlich oder bläulich. Die Flossen zeigten mit dem Alter eine rosa Tönung. Der Oberkopf war grünlichgelb mit blassen Punkten, die mit dem Alter eine intensivere Färbung annahmen.

## Lebensweise
Im Sommer ernährte sich die Féra von Insekten. Im Winter zog sie in tiefere Gewässer, wo ihre Nahrung Zooplankton beinhaltete. Die Laichzeit war von Februar bis Mitte-März.

## Aussterben
Zusammen mit der ebenfalls ausgestorbenen Gravenche (Coregonus hiemalis) gehörte die Féra zu den am stärksten gefangenen Fischarten des Genfersees im späten 19. Jahrhundert und im frühen 20. Jahrhundert. 1890 machten die Fangquoten dieser beiden Arten 68 Prozent aller im Genfersee gefangenen Speisefische aus. Wegen der Eutrophierung des Genfersees, der Überfischung und der starken Hybridisierung mit eingeführten Coregonen wie der Palée war die Féra bereits in den 1920er-Jahren extrem selten. Die letzten Existenzbelege soll es bis 1950 gegeben haben; um 1958 wurde diese Art jedoch nicht mehr nachgewiesen.

## Systematik und heutige Verwendung des Namens Féra
Der systematische Status der Féra war lange Zeit umstritten. Während Louis Jurine das Taxon 1825 als eigenständige Art beschrieb, wurde es von Heinrich Rudolf Schinz lediglich als Synonym von Coregonus maraena betrachtet. 1950 benutzte Emile Dottrens das Binomen Coregonus fera sowohl für die Coregonen im Genfersee als auch für die im Bodensee, wobei er die Fische im Bodensee als Sandfelchen bezeichnete. 1997 revidierte Maurice Kottelat diese Systematik. Als Coregonus fera wurde nur noch das Taxon im Genfersee bezeichnet. Der Sandfelchen wurde als Coregonus arenicolus neubeschrieben. Die heutige Verwendung des Namens Féra bezieht sich auf die 1923 im Genfersee eingeführte Palée (Coregonus palaea).